# Stropharia

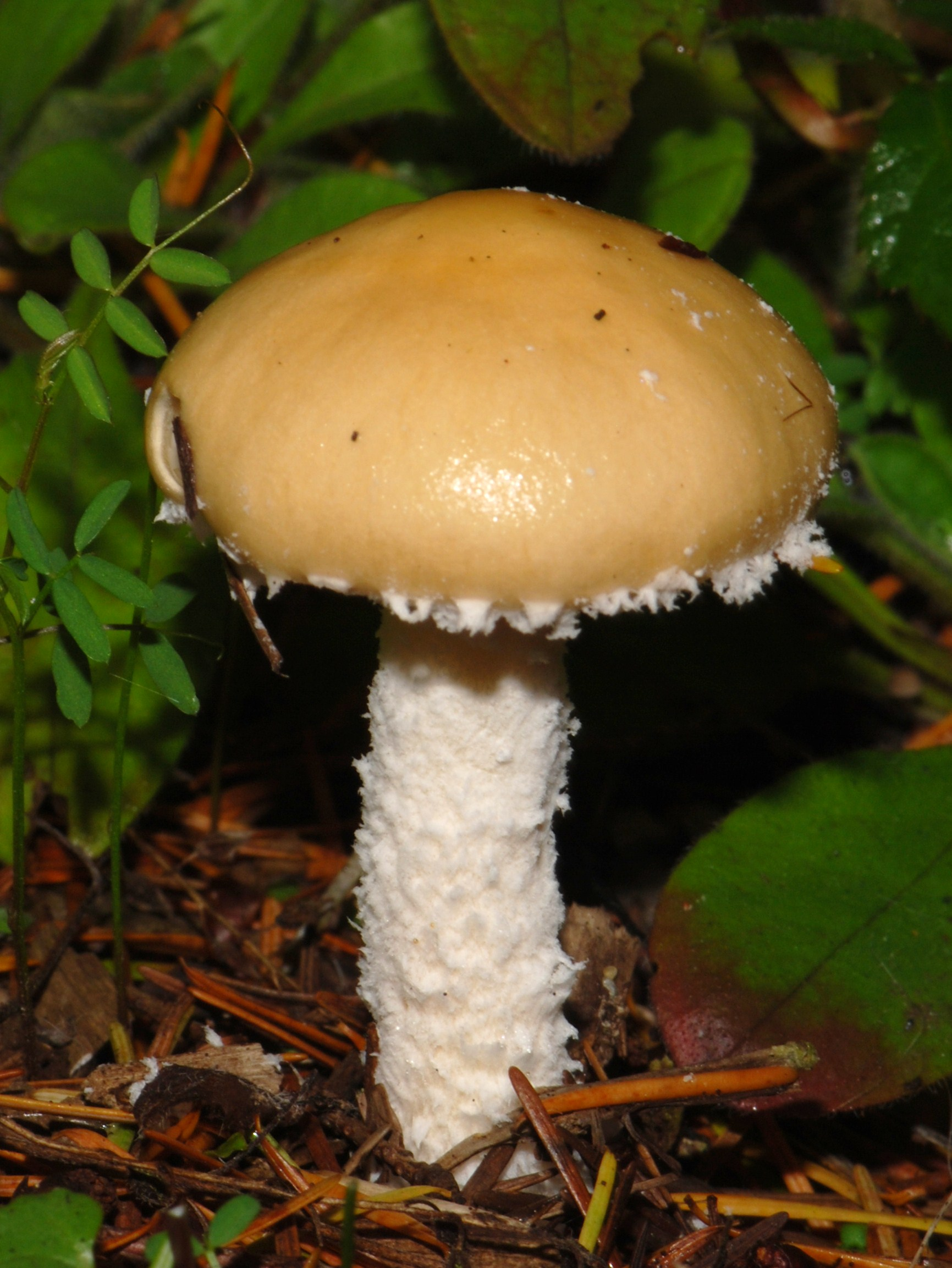
Stropharia ambigua

Stropharia es un género de hongos Agaricales emparentado con el género Psilocybe. Se trata de setas de tamaño  variable. El sombrero, siempre semicircular cuando el hongo es joven, evoluciona a plano enrollado con mamelón. El himenio es laminado, con láminas adherentes, incluso decurrentes. Poseen anillo en el pie. Un carácter distintivo de alguna de sus especies es el color verdoso de su sombrero. Algunas especies, como S. cubensis, son alucinógenas; otras, como S. rugusoannulata, son comestibles.

## Taxonomía
Algunas especies de interés son:
- Stropharia aurantiaca (Cooke) M. Imai

Común en bosques lluviosos de sustrato ácido, durante el otoño. Las esporas son marrones-púrpuras. No es comestible.
- Stropharia rugosoannulata Farl. ex Murrill

Comestible, de mayor tamaño que la anterior, posee las esporas de color marrón.
- Stropharia semiglobata (Batsch : Fries)

No comestible, es la de menor tamaño.

### Listado de especies
- Stropharia albonitens (Fr.) P. Karst. 1879
- Stropharia ambigua (Peck) Zeller (1914)
- Stropharia aurantiaca (Cooke) M. Imai
- Stropharia caerulea Kreisel - Strophaire bleue
- Stropharia coronilla (Bull. ex DC.) Quél. (1872) [as 'coronillus']
- Stropharia cyanea (Bolt. ex Secr.) Tuomikoski
- Stropharia formosa Y.S.Chang ex Ratkowsky & Gates 2002
- Stropharia halophila Pacioni, in Jahnke, Hoffmann & Pacioni 1988
- Stropharia hornemannii (Fr.) S. Lundell & Nannf.,1934
- Stropharia inuncta (Fr.) Quél., (1872) - Strophaire porphyre
- Stropharia lepiotiformis (Cooke & Massee) Sacc. (1891) [as 'lepiotæformis']
- Stropharia luteonitens (Vahl : Fr.) Quél. (1872)
- Stropharia mammillata (Schulzer ex Kalchbr.) Sacc., (1887)
- Stropharia melasperma (Bull. ex FR.) Quel.
- Stropharia percevalii (Berk. & Broome) Sacc. [as 'percevali']
- Stropharia pseudocyanea (Desm.) Morgan, (1908)
- Stropharia rugosoannulata Farl. ex Murrill (1922)
- Stropharia semiglobata sensu Massee (1899) [1898]
- Stropharia semiorbicularis
- Stropharia stercoraria (Schumach. : Fr.) Quél. (1872)
- Stropharia subuda (Cleland) Grgur. (1997)
- Stropharia merdaria, cuyos sinónimos son:

- Stropharia merdaria (Fr. : Fr.) Quél.  sensu Cleland (1934) = Psilocybe kolya
- Stropharia merdaria (Fr. : Fr.) Quél. sensu 'Wollaston' in AD = Psilocybe coprophila
- Stropharia merdaria (Fr. : Fr.) Quél. = Psilocybe merdaria